# Danielle Panabakerová
Danielle Nicole Panabakerová (nepřechýleně Panabaker; * 19. září 1987, Augusta, Georgie, Spojené státy americké) je americká herečka. Nejvíce se proslavila rolemi ve filmech Disney Channel Bez mobilu ani ránu (2004) a Čti a plač (2006), společně se svojí sestrou Kay Panabakerovou. Během let 2006–2008 se objevovala po boku Jamese Woodse v seriálu stanice CBS Žralok. Dále se proslavila rolemi v hororovém filmu Pátek třináctého (2009), Podivní a The Ward (obojí 2010) a Piraňa 3DD (2012). V dubnu 2014 se objevila jako hostující postava Caitlin Snow v seriálu stanice The CW Arrow a znovu si postavu zahrála, jako jednu z hlavních rolí seriálu, ve spin-offu seriálu The Flash.

## Životopis
Danielle se narodila v Augustu v Georgii. Je dcerou Donny a Harolda Panabakerových. Má mladší sestru Kay, která je také herečkou. Navštívila divadelní hodinu na letním táboře a zjistila si, že jí herectví baví. Ve 12 letech se připojila k divadelní komunitě a později začala docházet na konkurzy do reklam. Po přestěhování do Naperville v Illinois začala navštěvovat Crone Middle School a později Neuqua Valley High School a připojila se k řečnickému týmu. Ve 14 letech odmaturovala. Poté se přestěhovala do Los Angeles v Kalifornii, aby se mohla naplno věnovat herectví. Tam navštěvovala Glendale Community College, kde studovala herectví a v roce 2005 získala titul. V červnu 2007 získala titul na University of California, Los Angeles.

## Kariéra
Danielle se objevila v několika reklamách a objevila se v seriálu The Guardian (za roli obdržela Young Artist Award) a v mnoha dalších Malcolm v nesnázích, Zákon a pořádek: Útvar pro zvláštní oběti, Kalifornské léto a Medium. Také se objevila v Lifetime filmech Sex a svobodná matka a Šestnáctiletá matka. Objevila se v divadelní produkci ve hrách West Side Story, Pippin, Once Upon a Time a Beauty Lou and the Country Beast. V roce 2004 se objevila ve filmu stanice ABC Searching for David's Heart. V roce 2005 získala role ve filmech Škola superhrdinů a Tvoje, moje naše. Ve filmu Čti a plač si zahrála alternativní verzi postavy Jamie, kterou hrála její pravá sestra Kay.
V roce 2006 byla obsazena do role Julie Stark, dcery hlavní postavy, v televizním seriálu stanice CBS Žralok. I přesto, že se v každé epizodě objevila pouze v jedné nebo dvou scénách, za celé dva roky, co seriál běžel, chyběla pouze ve 3 epizodách.
Její další role byly ve filmech Na domácí půdě (2008), Mr. Brooks (2007), po boku Kevina Costnera.Pátek třináctého (2009), po boku Jareda Padaleckiho, Podivní (2010) a The Ward (2010). V roce 2011 se objevila jako Katie Lapp ve filmu stanice Hallmark The Shunning, založeném na stejnojmenné novele od Beverly Lewis. V roce 2013 se natáčel další díl, ale kvůli konfliktům byla role přeobsazena a nahradila ji Katie Leclerc. V roce 2013 se objevila v Hallmark filmu Nearlyweds.
V roce 2014 získala roli Caitlin Snow v seriálu stanice The CW The Flash. Pilotní epizoda měla premiéru 7. října 2014 a sledovalo ji přes 4,79 milionů diváků.

## Osobní život
V červenci 2016 oznámila, že se zasnoubila se svým dlouholetým přítelem Hayesem Robbinsem. Dvojice se vzala dne 24. června 2017. V březnu se jim narodil první potomek.

## Filmografie

### Foů,
| Rok  | Název              | Role              | Poznámky            |
| ---- | ------------------ | ----------------- | ------------------- |
| 2005 | Škola superhrdinů  | Layla Will        |                     |
| 2005 | Rule Number One    | Grace Jones       | krátkometrážní film |
| 2005 | Tvoje, moje a naše | Phoebe North      |                     |
| 2007 | Mr. Brooks         | Jane Brooks       |                     |
| 2007 | Na domácí půdě     | Bridgette Bachman |                     |
| 2009 | Pátek třináctého   | Jenna             |                     |
| 2010 | Podivní            | Becca             |                     |
| 2010 | The Ward           | Sarah             |                     |
| 2010 | Weakness           | Danielle          |                     |
| 2012 | Piraňa 3DD         | Maddy             |                     |
| 2012 | Girls Against Boys | Shae              |                     |
| 2013 | Fotky zítřka       | Callie            |                     |
| 2015 | This Isn't Funny   | Stacey            |                     |

### Televize
| Rok             | Název                                     | Role                                  | Poznámky                                                 |
| --------------- | ----------------------------------------- | ------------------------------------- | -------------------------------------------------------- |
| 2002            | Family Affair                             | Parker LeeAnn Aldays                  | díl: „Balrrom Blitz“                                     |
| 2003            | No Place Like Home                        |                                       | TV film                                                  |
| 2003            | Sex a svobodná matka                      | Sara Gradwell                         | TV film                                                  |
| 2003            | The Bernie Mac Show                       | Chelsea                               | díl: „Raging Election“                                   |
| 2003            | Malcolm v nesnázích                       | Kathy McCulskey                       | díl: „Reese's Party“                                     |
| 2003            | Kriminálka Las Vegas                      | Dívka                                 | díl: „Nesplacený dluh“                                   |
| 2003            | Záchranáři                                | Samantha Gray                         | díl: „The Father-Daughter Dance“                         |
| 2003            | Strážkyně zákona                          | Melissa Ringstone                     | díl: „As I Was Going to St. Ives....“                    |
| 2004            | Bez mobilu ani ránu                       | Brittany Aarons                       | TV film                                                  |
| 2004            | Searching for David's Heart               | Darcy Deeton                          | TV film                                                  |
| 2005            | Šestnáctiletá matka                       | Jacey Jeffries                        | TV film                                                  |
| 2005            | Zákon a pořádek: Útvar pro zvláštní oběti | Carrie Lynn Eldridge                  | díl: „Pod vlivem“                                        |
| 2005            | Zánik Empire Falls                        | Christina "Tick" Roby                 | 2 díly                                                   |
| 2005            | Kalifornské léto                          | Faith                                 | 2 díly                                                   |
| 2006            | Čti a plač                                | Isabella                              | TV film                                                  |
| 2006–2008       | Žralok                                    | Julia Stark                           | hlavní role, 38 dílů                                     |
| 2008            | Eli Stone                                 | Genny Clarke                          | díl: „Owner of a Lonely Heart“                           |
| 2009            | Chirurgové                                | Kelsey Simmons                        | díl: „Horečka svátečních nocí“                           |
| 2010            | Medium                                    | Summer Lowry                          | díl: „Šílenství“                                         |
| 2010            | Griffinovi                                | Hillary (hlas)                        | díl: „Brian Griffin's House of Payne“                    |
| 2010            | Zákon a pořádek: Los Angeles              | Chelsea Sennett                       | díl: „Hollywood“                                         |
| 2010            | Šerifové z Texasu                         | Carina Matthews                       | díl: „Crazy Love“                                        |
| 2011            | Memphis Beat                              | Sestra Katherine                      | díl: „Flesh and Blood“                                   |
| 2011            | The Shunning                              | Katie Lapp                            | TV film                                                  |
| 2012            | Intercept                                 | Kat                                   | TV film                                                  |
| 2012            | Grimm                                     | Ariel Eberhart                        | díl: „O drakovi a princezně“                             |
| 2012, 2014      | Franklin a Bash                           | Bonnie Appel                          | 2 díly                                                   |
| 2012–2013       | Sběratelé kostí                           | FBI speciální agentka Olivia Sparling | 2 díly                                                   |
| 2011–2013       | Necessary Roughness                       | Juliette Pittman                      | díl: „Whose Team Are You One?“                           |
| 2013            | Nearlyweds                                | Erin                                  | TV film                                                  |
| 2013            | Šílenci z Manhattanu                      | Daisy McCluskey                       | díl: „K okamžitému zveřejnění“                           |
| 2013            | Za branou                                 | Holly Harper                          | díl: „Happy Trails“                                      |
| 2014            | Recipe for Love                           | Lauren Hennessey                      | TV film                                                  |
| 2014            | Strážce pořádku                           | Penny Cole                            | 6 dílů                                                   |
| 2014–2018       | Arrow                                     | Caitlin Snow                          | 5 dílů                                                   |
| 2014–2023       | Flash                                     | Caitlin Snow/Killer Frost             | hlavní role                                              |
| 2015            | Fight of the Living Dead                  | doktorka                              | díl: „Pilot“                                             |
| 2016–2017, 2020 | Legends of Tomorrow                       | Caitlin Snow                          | 3díly                                                    |
| 2017–2018       | Supergirl                                 | Caitlin Snow/Killer Frost             | díly: „Crisis on Earth-X, Part 1“ a „Elseworlds, Part 3“ |
| 2018            | Christmas Joy                             | Joy Holbrook                          | TV film                                                  |